# Vilaplana (kommun)
Vilaplana är en kommun i Spanien.   Den ligger i provinsen Província de Tarragona och regionen Katalonien, i den östra delen av landet, 400 km öster om huvudstaden Madrid. Antalet invånare är 628. Arean är 23,3 kvadratkilometer. Vilaplana gränsar till Mont-ral, Alforja, Capafonts, L'Albiol, L'Aleixar, Arbolí och La Febró. 
Terrängen i Vilaplana är kuperad.